# Equus francisci
Espèce
Synonymes
- Haringtonhippus francisci (Hay, 1915) (préféré par NCBI)[1]

Equus francisci est une espèce nord-américaine éteinte de la famille des Equidae (genre qui inclut les chevaux, les ânes et les zèbres).

## Étymologie
Son nom spécifique, francisci, lui a été donné en l'honneur de Mark Francis, du département vétérinaire de l'université A&M du Texas, à qui l'on doit la découverte de cette espèce d'équidés dans le comté de Wharton.

## Publication originale
- (en) Oliver Perry Hay, « Contributions to the knowledge of the mammals of the Pleistocene of North America », Proceedings of the United States National Museum, Washington, Inconnu, vol. 48, no 2086,‎ 1915, p. 515-575 (ISSN 0096-3801 et 2377-6560, OCLC 1259735, DOI 10.5479/SI.00963801.48-2086.515, lire en ligne).